# Cal Truco
Cal Truco és una masia noucentista del Prat de Llobregat (Baix Llobregat) inclosa a l'Inventari del Patrimoni Arquitectònic de Catalunya.

## Descripció
Masia que correspon a la tipologia 2.II de l'esquema de Danés i Torras (basilical), encara que força estilitzada, com correspon al "populisme" noucentista. Els camps dels voltants encara es cultiven però la masia està totalment abandonada i en procés d'enrunament. El que havia estat en altre temps una situació privilegiada (a primera línia de mar i envoltada de terreny de regadiu) s'ha convertit en la causa principal de la seva degradació, primera ruta d'aproximació aèria a l'aeroport, aigües putrefactes del desembocadura del riu i propera urbanització industrial.